# Donji Palačkovci
Donji Palačkovci (en serbe cyrillique : Доњи Палачковци) est un village de Bosnie-Herzégovine. Il est situé dans la municipalité de Prnjavor et dans la république serbe de Bosnie. Selon les premiers résultats du recensement bosnien de 2013, il compte 395 habitants.

## Démographie

### Évolution historique de la population dans la localité
| 1948 | 1953 | 1961 | 1971 | 1981 | 1991 | 2013 |
| ---- | ---- | ---- | ---- | ---- | ---- | ---- |
| -    | -    | 695  | 617  | 620  | 568  | 395  |

|  |

### Communauté locale
En 1991, Donji Palačkovci faisait partie de la communauté locale de Palačkovci qui comptait 1 803 habitants, répartis de la manière suivante :